# Liste der Baudenkmäler in Hausen (bei Forchheim)
Auf dieser Seite sind die Baudenkmäler in der oberfränkischen Gemeinde Hausen zusammengestellt. Diese Tabelle ist eine Teilliste der Liste der Baudenkmäler in Bayern. Grundlage ist die Bayerische Denkmalliste, die auf Basis des Bayerischen Denkmalschutzgesetzes vom 1. Oktober 1973 erstmals erstellt wurde und seither durch das Bayerische Landesamt für Denkmalpflege geführt wird. Die folgenden Angaben ersetzen nicht die rechtsverbindliche Auskunft der Denkmalschutzbehörde.
 Diese Liste gibt den Fortschreibungsstand vom 1. Dezember 2023 wieder und enthält 39 Baudenkmäler.

## Baudenkmäler nach Ortsteilen

### Hausen
| Lage                                                                             | Objekt                                  | Beschreibung | Akten-Nr.              | Bild                                    |
| -------------------------------------------------------------------------------- | --------------------------------------- | --- | ---------------------- | --------------------------------------- |
| Bauerngasse (Standort)                                                           | Nepomukfigur                            | Sandsteinstatue, 19. Jahrhundert | D-4-74-134-55 Wikidata | Nepomukfigur                            |
| Bauerngasse 1 (Standort)                                                         | Bauernhof: Wohnhaus                     | erdgeschossiger Sandsteinquaderbau mit Satteldach, Mitte 19. Jahrhundert | D-4-74-134-42 Wikidata | Bauernhof: Wohnhaus                     |
| Bauerngasse 1 (Standort)                                                         | Scheune                                 | große Fachwerkscheune, 18./19. Jahrhundert, überformt | D-4-74-134-42 Wikidata | BW                                      |
| Bauerngasse 1 (Standort)                                                         | Hofeinfriedung                          | Sandsteinquadermauer mit Torpfeilern, 18. Jahrhundert | D-4-74-134-42 Wikidata | BW                                      |
| Bauerngasse 1 (Standort)                                                         | Hofkruzifix                             | mit Marienstatue am Kreuzfuß, Sandstein und Kunststein, bezeichnet 1920. | D-4-74-134-42 Wikidata | BW                                      |
| Beckengasse 3 (Standort)                                                         | Hochkreuz                               | Holz, gefasst, erste Hälfte 19. Jahrhundert | D-4-74-134-2 Wikidata  | Hochkreuz                               |
| Dekan-Drummer-Weg 5 (Standort)                                                   | Ehemaliges fürstbischöfliches Forsthaus | Sandsteinquaderbau mit Walmdach, bezeichnet 1775, stark überformt, seitlich angefügt, bauzeitliche Scheune, Sandsteinquader mit Satteldach                                                                                      | D-4-74-134-3 Wikidata  | Ehemaliges fürstbischöfliches Forsthaus |
| Dr.-Kupfer-Straße 4 (Standort)                                                   | Bauernhaus                              | giebelständiger erdgeschossiger Satteldachbau, massiv und Fachwerk, im Giebel mit Ährenmuster, von Zimmermeister Johann Ochs, bezeichnet 1836.                                                                                  | D-4-74-134-4 Wikidata  | BW                                      |
| Dr.-Kupfer-Straße 5a (Standort)                                                  | Kruzifix                                | Holz, gefasst, bezeichnet 1808; am Wohnhaus. | D-4-74-134-5 Wikidata  | Kruzifix                                |
| Dr.-Kupfer-Straße 9 (Standort)                                                   | Kruzifix                                | Holz, gefasst, 19. Jahrhundert | D-4-74-134-6           | Kruzifix                                |
| Fackendorfer Straße 5 (Standort)                                                 | Kruzifix                                | Holz, gefasst, erste Hälfte 19. Jahrhundert | D-4-74-134-7 Wikidata  | Kruzifix                                |
| Forchheimer Straße 17 (Standort)                                                 | Marter                                  | Sockel, ionische Säule und Bildhaus, bezeichnet 1756; im Garten von Forchheimer Straße 17. | D-4-74-134-10 Wikidata | BW                                      |
| Nähe Forchheimer Straße (Standort)                                               | Kreuzigungsgruppe                       | Sockel und Kreuz aus Granit, Figuren in Sandstein, bezeichnet 1900. | D-4-74-134-54 Wikidata | BW                                      |
| Nähe Friedhofstraße (Standort)                                                   | Friedhofskreuz                          | Sandstein, signiert von F. Horinger, bezeichnet 1877 | D-4-74-134-51 Wikidata | BW                                      |
| Nähe Friedhofstraße (Standort)                                                   | Vier Martern                            | ionische Sandsteinsäulen, ampelförmiger Bildträger meist mit Muschelgiebeln, alle 18. Jahrhundert, eine bezeichnet 1769; im Friedhof aufgestellt                                                                                | D-4-74-134-24 Wikidata | BW                                      |
| Große Wehr (Standort)                                                            | Wasserschöpfrad                         | unterschlächtig in der Regnitz, Holzkonstruktion mit Schaufelbrettern, Schöpfeimern, Gießtrog und Abflussrinne auf Sandsteinsockel, Mitte 19. Jahrhundert                                                                       | D-4-74-134-50 Wikidata | BW                                      |
| Hauptstraße 5 (Standort)                                                         | Hierzu Fachwerkscheune                  | Satteldachbau, 18./19. Jahrhundert | D-4-74-134-11 Wikidata | BW                                      |
| Hauptstraße 13; Hauptstraße 13a (Standort)                                       | Hierzu Hofeinfahrt                      | an Hofmauer anschließende Sandsteinpfeiler mit gusseisernem Tor, 19. Jahrhundert | D-4-74-134-14 Wikidata | Hierzu Hofeinfahrt                      |
| Nähe Hauptstraße (Standort)                                                      | Wegkapelle                              | sogenanntes Marienkirchlein bzw. Kapelle in der Peunt, dreiseitig geschlossener Saal mit Satteldach, massiv, verputzt, neugotisch, bezeichnet 1892; mit Ausstattung                                                             | D-4-74-134-16 Wikidata | BW                                      |
| Nähe Hauptstraße (Standort)                                                      | Fachwerkscheune                         | Fachwerkscheune mit hohem Satteldach, nach 1821. | D-4-74-134-46 Wikidata | BW                                      |
| Nähe Heroldsbacher Straße (Standort)                                             | Grenzstein                              | sogenannter Fischstein, Sandstein, bezeichnet 1592. | D-4-74-134-17 Wikidata | BW                                      |
| Hohe Reuth, südwestlich von Hausen nahe der Gemarkungsgrenze zu Thurn (Standort) | Steinkreuz                              | Sandstein, wohl 17. Jahrhundert | D-4-74-134-58          | BW                                      |
| Pilatus (Standort)                                                               | Wegkreuz                                | sogenanntes Pilodeskreuz, ungefasstes Holzkreuz, erste Hälfte 19. Jahrhundert; an der Kreisstraße FO 13 nach Burk | D-4-74-134-28 Wikidata | BW                                      |
| Pilatus (Standort)                                                               | Bildstock                               | Sockel, gebauchte Säule und Aufsatz mit Muschelgiebeln, Sandstein, 1737. | D-4-74-134-47 Wikidata | BW                                      |
| Nähe Thurner Straße (Standort)                                                   | Wegkapelle                              | sogenannte Obenaufkapelle, rechteckiger Sandsteinquaderbau mit Satteldach, 1843 von Franz Schorr; mit Ausstattung. | D-4-74-134-20 Wikidata | Wegkapelle                              |
| Nähe Thurner Straße (Standort)                                                   | Martersäule                             | gebauchter Sockel, ionische Säule, Bildhaus mit Muschelgiebeln, Sandstein, bezeichnet 1769; neben der Obenaufkapelle. | D-4-74-134-18 Wikidata | Martersäule                             |
| Nähe Thurner Straße (Standort)                                                   | Bildstein                               | mit Vesperbild, Sandstein, 18. Jahrhundert; gegenüber Thurner Straße 1. | D-4-74-134-25 Wikidata | BW                                      |
| Vorstand-Zenk-Weg 2 (Standort)                                                   | Bauernhaus                              | zweigeschossiger Satteldachbau, Erdgeschoss massiv verputzt, Obergeschoss in Fachwerk, 1717. | D-4-74-134-21 Wikidata | Bauernhaus                              |
| Nähe Vorstand-Zenk-Weg (Standort)                                                | Nepomuk-Figur                           | Sandsteinstatue, spätbarock, bezeichnet 1742; beim Brunnrangen, unterhalb der Kirche. | D-4-74-134-23 Wikidata | BW                                      |
| Nähe Vorstand-Zenk-Weg (Standort)                                                | Nepomuk-Figur                           | Sandsteinstatue, spätbarock, bezeichnet 1742; beim Brunnrangen, unterhalb der Kirche. | D-4-74-134-23 Wikidata | BW                                      |
| Nähe Vorstand-Zenk-Weg; Vorstand-Zenk-Weg 3 (Standort)                           | Kellerhaus                              | giebelständiges Fachwerkhaus im Schweizerstil, mit Flachsatteldach, Ende 19. Jahrhundert; Keller aus Sandsteinquadermauerwerk, bezeichnet 1842, Schlussstein zweitverwendet                                                     | D-4-74-134-56          | BW                                      |
| Wunderburg 1 (Standort)                                                          | Pfarrhaus                               | zweigeschossiger Sandsteinquaderbau mit Walmdach, 1800; Hofeinfahrt, Sandsteinpfeiler, um 1760/70. | D-4-74-134-22 Wikidata | Pfarrhaus                               |
| Wunderburg 6 (Standort)                                                          | Katholische Pfarrkirche St. Wolfgang    | Saalkirche mit dreiseitig geschlossenem und mit den Langhauswänden fluchtendem Chor, Sandsteinquaderbau mit Satteldach, Westturm mit Spitzhelm, spätgotische Anlage von 1468, Ausbau 1726–29, Turmhelm 1865–66; mit Ausstattung | D-4-74-134-1 Wikidata  | weitere Bilder                          |

### Wimmelbach
| Lage                                      | Objekt                                  | Beschreibung | Akten-Nr.              | Bild |
| ----------------------------------------- | --------------------------------------- | --- | ---------------------- | ---- |
| Dorfstraße 7 (Standort)                   | Hierzu Fachwerkstadel                   | Satteldachbau mit über dem Tor vorkragenden verbretterten Giebel, 18. Jahrhundert | D-4-74-134-32 Wikidata | BW   |
| Kapellenstraße 5 (Standort)               | Hierzu Fachwerkstadel                   | vom Hof traufseitig erschlossener Satteldachbau, allseitig verbrettert, 19. Jahrhundert | D-4-74-134-35 Wikidata | BW   |
| Kirchenstraße 18 (Standort)               | Kreuzstein                              | sogenannte Spinnerin, mit Ritzzeichnung eines Wiederkreuzes, Sandstein, mittelalterlich; an der Straße nach Burk, am Hang vor Kirche St. Lorenz | D-4-74-134-39 Wikidata | BW   |
| Kirchenstraße 18 (Standort)               | Katholische Filialkirche St. Laurentius | Saalkirche auf Rechteckgrundriss mit abgeschrägten Ecken und Walmdach, eingezogener Chor, seitlich gestellter achteckiger Turm mit Haubendach, neubarock, 1930/31 von Otto Schulz; mit Ausstattung                                                      | D-4-74-134-29 Wikidata | BW   |
| Kirchenstraße 24 (Standort)               | Martersäule                             | reichgeschmückt mit Sockelreliefs, ionische Säule mit versetzter Kannelierung, Ampel mit vier Reliefnischen unter Muschelgiebeln: Marienkrönung, hl. Georg, Trinität, hl. Margarete, Sandstein, bezeichnet 1708; auf der Böschung vor Kirchenstraße 24. | D-4-74-134-33 Wikidata | BW   |
| Kirchenstraße 24a (Standort)              | Fachwerkstadel                          | auf Natursteinsockel, giebelständig, mit steilem Satteldach, verbretterter Giebel, 18. Jahrhundert | D-4-74-134-37 Wikidata | BW   |
| Nähe Kapellenstraße ()                    | Stadel                                  | Stadel zu Kapellenstraße 9, Sandsteinquaderbau mit Satteldach, Mitte 19. Jahrhundert | D-4-74-134-36 Wikidata |      |
| Nähe Kapellenstraße; in Oberwimmelbach () | Lindenbergkapelle                       | kleiner massiver verputzter Saal mit eingezogener polygonaler Apsis, Satteldach mit getrepptem Giebel über der Apsis abgewalmt, neugotisch, am Giebelreiter bezeichnet 1897                                                                             | D-4-74-134-30 Wikidata |      |
| Willersdorfer Straße 4 (Standort)         | Hofkapelle                              | dreiseitig geschlossener Satteldachbau, massiv, verputzt, zweite Hälfte 19. Jahrhundert | D-4-74-134-38 Wikidata | BW   |
| Wimmelbacher Rangen (Standort)            | Marter                                  | sogenannte Spröde Marter, bezeichnet 1470; Südende „Rennweg“. | D-4-74-134-41 Wikidata | BW   |